# Псалом 60
Псалом 60 (у масоретській нумерації — 61) — 60-й псалом Книги псалмів. Латиною псалом відомий своїм інципітом «Exaudi Deus». Авторство псалому традиційно приписується Давидові.

## Текст
| Вірш | Гебрейська мова                                      | Давньогрецька мова (Септуаґінта)                                                                    | Латинська мова (Вульгата)                                                                 | Українська мова (Переклад Хоменка)                                                                          |
| ---- | ---------------------------------------------------- | --------------------------------------------------------------------------------------------------- | ----------------------------------------------------------------------------------------- | --- |
| 1    | לַמְנַצֵּחַ עַל-נְגִינַת לְדָוִד                                  | Εἰς τὸ τέλος, ἐν ὕμνοις· τῷ Δαυιδ.                                                                  | [In finem in hymnis David]                                                                | Провідникові хору. На струнах. Давида.                                                                      |
| 2    | שִׁמְעָה אֱלֹהִים, רִנָּתִי; הַקְשִׁיבָה, תְּפִלָּתִי                      | Εἰσάκουσον, ὁ θεός, τῆς δεήσεώς μου, πρόσχες τῇ προσευχῇ μου.                                       | Exaudi Deus deprecationem meam intende orationi meae                                      | Почуй, Боже, моє благання, вислухай молитву мою!                                                            |
| 3    | מִקְצֵה הָאָרֶץ, אֵלֶיךָ אֶקְרָא-- בַּעֲטֹף לִבִּי;בְּצוּר-יָרוּם מִמֶּנִּי תַנְחֵנִי | ἀπὸ τῶν περάτων τῆς γῆς πρὸς σὲ ἐκέκραξα ἐν τῷ ἀκηδιάσαι τὴν καρδίαν μου· ἐν πέτρᾳ ὕψωσάς με,       | A finibus terrae ad te clamavi dum anxiaretur cor meum in petra exaltasti me deduxisti me | З кінців землі взиваю я до тебе, коли умліває моє серце. Ти піднесеш мене на скелю, занадто круту для мене, |
| 4    | כִּי-הָיִיתָ מַחְסֶה לִי; מִגְדַּל-עֹז, מִפְּנֵי אוֹיֵב                  | ὡδήγησάς με, ὅτι ἐγενήθης ἐλπίς μου, πύργος ἰσχύος ἀπὸ προσώπου ἐχθροῦ.                             | Quia factus es spes mea turris fortitudinis a facie inimici                               | бо ти — моє прибіжище, і міцна вежа проти ворога.                                                           |
| 5    | אָגוּרָה בְאָהָלְךָ, עוֹלָמִים; אֶחֱסֶה בְסֵתֶר כְּנָפֶיךָ סֶּלָה             | παροικήσω ἐν τῷ σκηνώματί σου εἰς τοὺς αἰῶνας, σκεπασθήσομαι ἐν σκέπῃ τῶν πτερύγων σου. διάψαλμα.   | Inhabitabo in tabernaculo tuo in saecula protegar in velamento alarum tuarum [diapsalma]  | Якби то я міг жити вічно в твоїм наметі, під крил твоїх покровом знайти захист!                             |
| 6    | כִּי-אַתָּה אֱלֹהִים, שָׁמַעְתָּ לִנְדָרָי; נָתַתָּ יְרֻשַּׁת, יִרְאֵי שְׁמֶךָ         | ὅτι σύ, ὁ θεός, εἰσήκουσας τῶν εὐχῶν μου, ἔδωκας κληρονομίαν τοῖς φοβουμένοις τὸ ὄνομά σου.         | Quoniam tu Deus meus exaudisti orationem meam dedisti hereditatem timentibus nomen tuum   | Бо ти, о Боже, вислухав мої обіти; дав мені спадщину тих, що шанують твоє ім'я.                             |
| 7    | יָמִים עַל-יְמֵי-מֶלֶךְ תּוֹסִיף; שְׁנוֹתָיו, כְּמוֹ-דֹר וָדֹר            | ἡμέρας ἐφ᾽ ἡμέρας βασιλέως προσθήσεις, ἔτη αὐτοῦ ἕως ἡμέρας γενεᾶς καὶ γενεᾶς.                      | Dies super dies regis adicies annos eius usque in diem generationis et generationis       | Додай днів до днів цареві, літа його — неначе віки вічні.                                                   |
| 8    | יֵשֵׁב עוֹלָם, לִפְנֵי אֱלֹהִים; חֶסֶד וֶאֱמֶת, מַן יִנְצְרֻהוּ            | διαμενεῖ εἰς τὸν αἰῶνα ἐνώπιον τοῦ θεοῦ· ἔλεος καὶ ἀλήθειαν αὐτοῦ τίς ἐκζητήσει;                    | Permanet in aeternum in conspectu Dei misericordiam et veritatem quis requiret eius       | Хай сидить вічно перед Богом, ласку пошли йому й правду, щоб його зберігали.                                |
| 9    | כֵּן אֲזַמְּרָה שִׁמְךָ לָעַד-- לְשַׁלְּמִי נְדָרַי, יוֹם יוֹם               | οὕτως ψαλῶ τῷ ὀνόματί σου εἰς τὸν αἰῶνα τοῦ αἰῶνος τοῦ ἀποδοῦναί με τὰς εὐχάς μου ἡμέραν ἐξ ἡμέρας. | Sic psalmum dicam nomini tuo in saeculum saeculi ut reddam vota mea de die in diem        | Тоді співатиму ім'я твоє повіки, виконуватиму день у день мої обіти.                                        |

## Літургійне використання

### Юдаїзм
- Псалом 60 читають на свято Гошана Раба
- 5 вірш псалому присутній у повторенні молитви «Аміда» під час святкування Рош га-Шана.

### Католицька церква
У часи Середньовіччя цей псалом традиційно читали або співали у монастирях на нічних Богослужіннях у середу згідно Статуту Бенедикта, започаткованого святим Бенедиктом Нурсійським близько 530 AD.
У сучасній Літургії годин псалом 60 співають або читають під час обідньої служби у суботу другого тижня.

## Використання у музиці
Чеський композитор Антонін Дворжак поклав на музику 1, 3 та 4 вірші псалому (разом із частиною псалому 62) під № 6 у «Біблійних піснях», op. 99 (1894).